# حديقة الطاقة

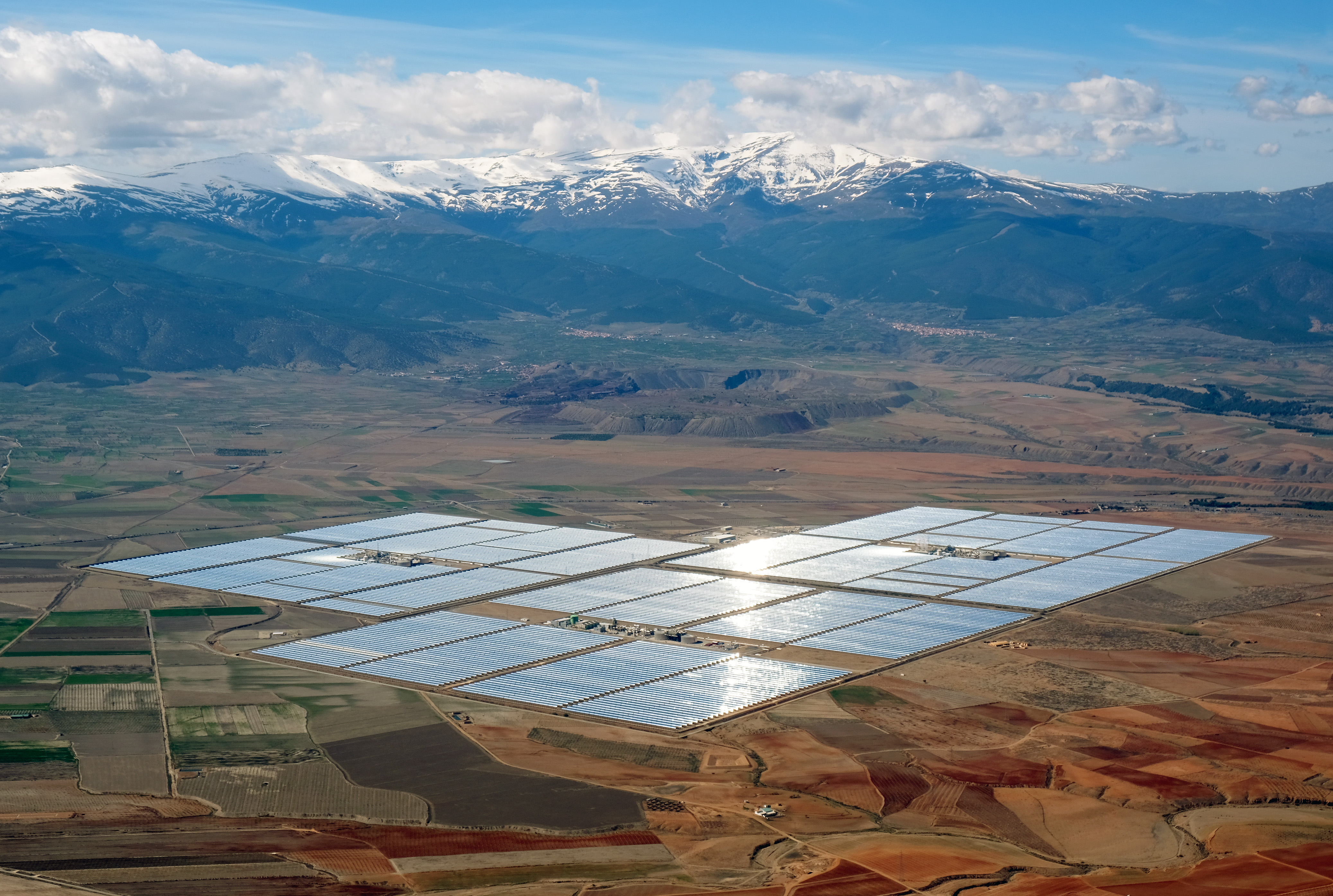
محطة الطاقة الشمسية أنداسول

حديقة الطاقة هي منطقة منفصلة تستخدم وتخطط لغرض تطوير الطاقة النظيفة مثل منشئات توليد الطاقة من الرياح والطاقة الشمسية.

## نبذة
تخلق مجمعات الطاقة العديد من فوائد التنمية الاقتصادية ففي ولاية أوهايو تخلق حدائق الطاقة آلاف الوظائف الخضراء.
في مينيسوتا أصبحت حدائق الرياح المجتمعية مشهورة ففي إنجلترا تعرف حدائق الرياح باسم مزارع الرياح.
تتميز بعض مجمعات الطاقة بميزات إضافية تتجاوز توليد الطاقة النظيفة حيث تشمل المزايا الإضافية ما يلي:
- إنشاء الوظائف الخضراء.
- اتصالات الشبكة الذكية.
- فرص ترفيهية وابتكارات التقنية الجديدة والزراعية.

يعد منتزه ستامفورد للطاقة في فيرمونت أحد الأمثلة على حديقة الطاقة المتكاملة.

## الروابط الخارجية
- النيلي التنمية البيئية حديقة صناعية صفحة وكتيب
- القائمة وتطوير حديقة صناعية صديقة للمواقع في الولايات المتحدة نسخة محفوظة 22 مايو 2006 على موقع واي باك مشين.